# Cryptopalpus histrix
Cryptopalpus histrix là một loài ruồi trong họ Tachinidae.